# Тихоокеанское астрономическое общество

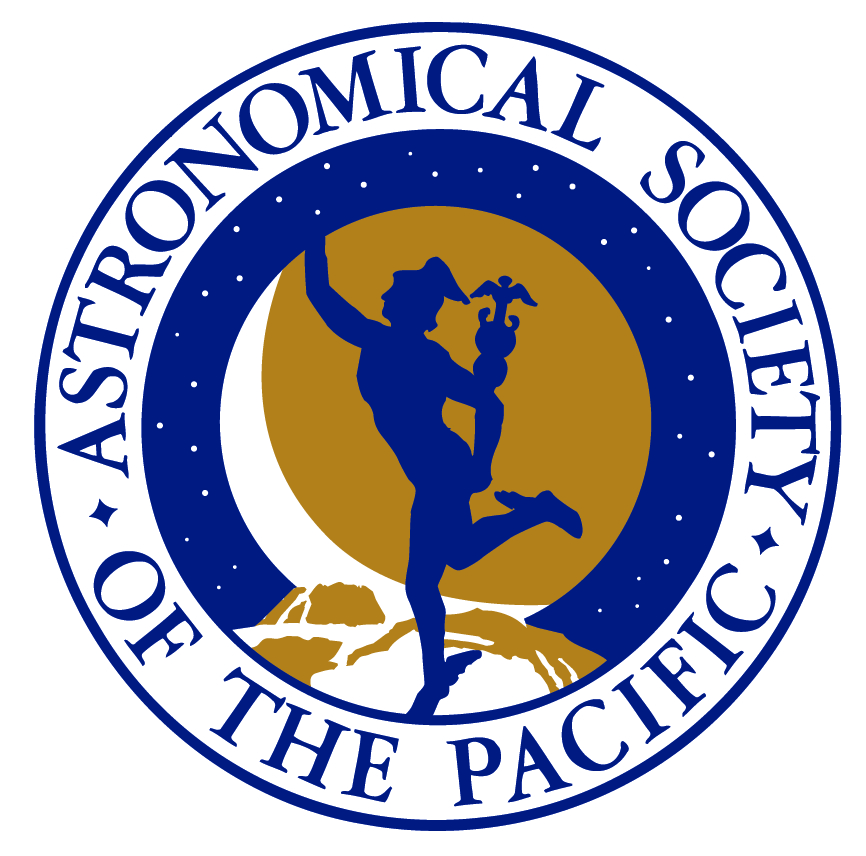
Лого Тихоокеанского астрономического общества

Тихоокеанское астрономическое общество (англ. Astronomical Society of the Pacific, ASP) — некоммерческая научная и образовательная организация, созданная в Сан-Франциско  в 1889 году. Название происходит от места её создания на Тихоокеанском побережье, в настоящее время является крупнейшим международным астрономическим сообществом, в котором состоят выходцы более 40 стран. Целью ASP является поддержание в обществе интереса к астрономии и повышение научной грамотности с помощью публикаций, веб-сайта и многих образовательных и просветительских программ, в частности:
- Проект ASTRO — национальная программа, которая повышает качество преподавания астрономии и физики путём объединения любителей и профессиональных астрономов;
- Семья ASTRO — проект, который использует подборки материалов и игры, чтобы помочь семьям осваивать астрономию на досуге, ориентирована на астрономов, учителей и руководителей общественных организаций;
- Астрономия с нуля — национальная программа, ориентированная на педагогов научных музеев, центров природы и образовательных экологических организаций для создания или расширения программ астрономического образования;
- Сеть Ночного Неба — совместная программа с Лабораторией реактивного движения, охватывающая более 200 клубов любителей астрономии США, предоставляет им информационные материалы и помощь в подготовке кадров.

Учебные материалы по астрономии (многие из них разработаны преподавателями Общества) продаются в интернет-магазинах или предоставляются бесплатно через веб-сайт Общества.
Президентами Общества были такие известные астрономы как Э. С. Холден, Эдвин Хаббл , Джордж Эйбелл, Фрэнк Дрейк, Льюис Дж. Хеньи, Джордж Парди (впоследствии — 21-й губернатор штата Калифорния), и другие.

## Публикации
С 1889 года Общество издаёт ряд журналов, среди которых:
- «Вселенная в классе», бесплатный электронный учебный бюллетень для учителей и других преподавателей всего мира;
- «Меркурий»[англ.], ежеквартальный журнал, охватывает широкий спектр тем астрономии, истории и археоастрономии. Издаётся с 1925 года, распространяется среди тысяч членов ASP, школ, университетов, библиотек, обсерваторий и институтов по всему миру.
- Журнал «Публикации Тихоокеанского астрономического общества» (PASP), ориентирован на профессиональных астрономов. Состоит из реферативных работ об астрономических исследованиях, охватывающих все направления науки, а также документы о последних инновациях в астрономических приборах и программном обеспечении.

## Награды
Общество присуждает ряд наград, среди которых:
- Медаль Кэтрин Брюс — наиболее престижная награда ASP;
- Премия Клумпке-Робертс за выдающийся вклад в общественное признание астрономии, названа в честь Доротеи Клумпке-Робертс;
- Премия  любительских достижений Тихоокеанского астрономического общества[англ.] — за значительные достижения в астрономии, сделанные астроном-любителем;
- Премия Барта Бока, названа в честь астронома Барта Бока, присуждается совместно с Американским астрономическим обществом, во время Международной научно-технической ярмарки за выдающиеся работы студентов в области астрономии;
- Премия Томаса Бреннана — за исключительные достижения, связанные с преподаванием астрономии в средней школе;
- Премия Марии и Эрика Мульман — за значительные инновационные достижения в области астрономических приборов, программного обеспечения или инфраструктуры обсерваторий;
- Премия Роберта Трюмплера — названа в честь астронома Р. Д. Трюмплера, присуждается соискателю степени доктора философии (Ph.D) с особо значимыми результатами диссертации;
- Премия Ричарда Эммонса — присуждается за вклад в преподавание астрономии в колледжах не естественнонаучных специальностей.